# Кампофеличе-ди-Фиталия
Кампофеличе-ди-Фиталия (итал. Campofelice di Fitalia) — коммуна в Италии, располагается в регионе Сицилия, в провинции Палермо.
Население составляет 595 человек (2008 г.), плотность населения составляет 17 чел./км². Занимает площадь 35 км². Почтовый индекс — 90030. Телефонный код — 091.
Покровителем коммуны почитается святой Иосиф Обручник, празднование 23 августа.

## Демография
Динамика населения:

## Администрация коммуны
- Официальный сайт: